# Franc sarrois
Pour les articles homonymes, voir franc.
 (décembre 2023).
Si vous disposez d'ouvrages ou d'articles de référence ou si vous connaissez des sites web de qualité traitant du thème abordé ici, merci de compléter l'article en donnant les références utiles à sa vérifiabilité et en les liant à la section « Notes et références ».
Le franc sarrois fut l'unité monétaire du territoire du Bassin de la Sarre, de 1919 à 1935, et du protectorat de la Sarre, de 1947 à 1959. Sa valeur était identique à celle du franc français.

## Histoire

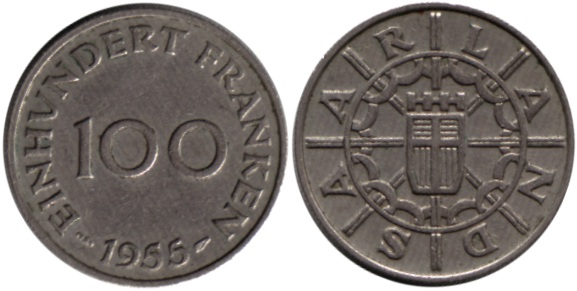
Pièce de 100 francs sarrois, type 1955 (cupronickel, recto et verso).

À la suite de la Première Guerre mondiale et des dispositions du traité de Versailles, la France reçoit de la Société des Nations et au titre des dédommagements, le mandat d’administrer le territoire du Bassin de la Sarre (en allemand, Saarbeckengebiet), qui comprend essentiellement des mines de charbon. Il s'agit d'un territoire autonome, détaché de celui de la République de Weimar.
Des billets de 1 franc et de 50 centimes sont alors imprimés en 1920 au sein des mines domaniales de la Sarre, un bassin houiller exploité par la France. Ce n'est qu'en mai 1921 que le mark est officiellement remplacé par le franc français. En 1930, les billets usuels français sont utilisés sur ce territoire. Lors du retour de la Sarre à l'Allemagne en 1935 à la suite de l'organisation d'un plébiscite, le reichsmark remplace le franc. Le taux de change était de 1 franc pour 0,1645 reichsmark.
Dès la fin de la Seconde Guerre mondiale, la France réoccupe la Sarre et y organise un protectorat économique et politique. Le mark sarrois remplace le reichsmark en juin 1947, avant l'introduction du franc français le 20 novembre 1947 au taux de change de 20 francs pour 1 mark sarrois. À la fin de l'année 1947 se constitue l'État Indépendant sous le nom de Saarland.
À partir de 1954, des pièces spécifiques avec des inscriptions en allemand (Franken, Saarland), sont frappées : en 1954, des pièces à 10, 20 et 50 francs, montrant des installations minières ainsi que l'écusson de la Sarre, puis en 1955, des pièces à 100 francs, avec l'écusson contourné d'une couronne. Ces pièces ne constituèrent pas une "monnaie sarroise" (qui n'existait pas) mais se référèrent au franc français. Elles furent identiques aux pièces du franc français de l'époque en taille, poids et alliage métallique, se distinguant uniquement par les motifs. Les pièces et billets français étaient acceptés sur le territoire. À l'inverse, les émissions spécifiques à la Sarre ne pouvaient pas circuler en France, sauf dans les agglomérations frontalières.
À la suite d'un référendum organisé le 20 octobre 1955 auprès de la population locale, la Sarre retourne à la République fédérale d'Allemagne le 1er janvier 1957.
L'union douanière entre la Sarre et la France se terminait le 6 juillet 1959 : à cette date, le franc français fut définitivement remplacé par le Deutsche Mark par un taux d'échange de 0,8507 marks pour 100 francs.

## Les pièces de monnaie sarroises
- En 1954, des pièces de 10, 20 et 50 francs en bronze d'aluminium
- En 1955, une pièce de 100 francs en cupronickel

## Les billets de banque sarrois
- Émissions entre 1920 et 1935 :

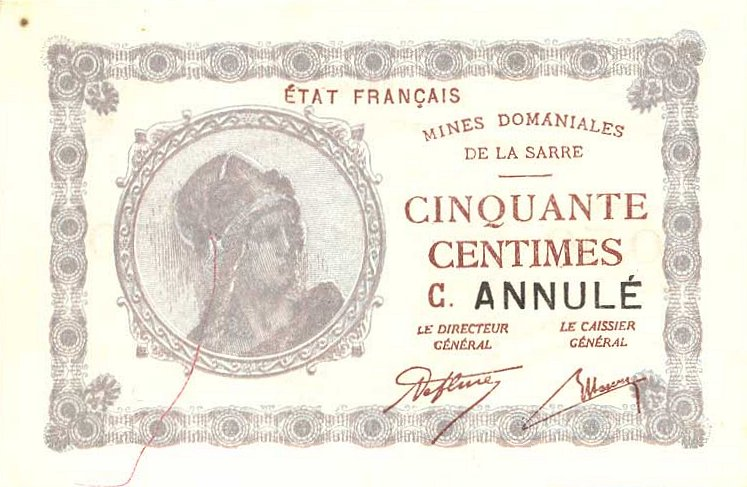
Billet de 50 centimes « Mines domaniales de la Sarre » 1920 (recto)
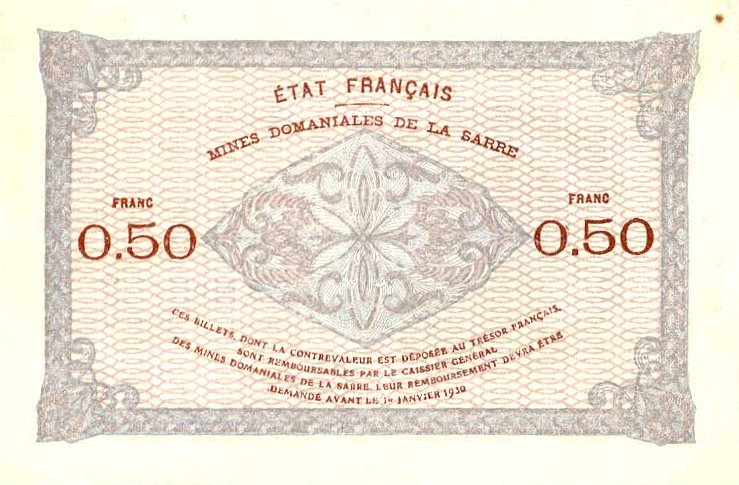
Billet de 50 centimes « Mines domaniales de la Sarre » 1920 (verso)
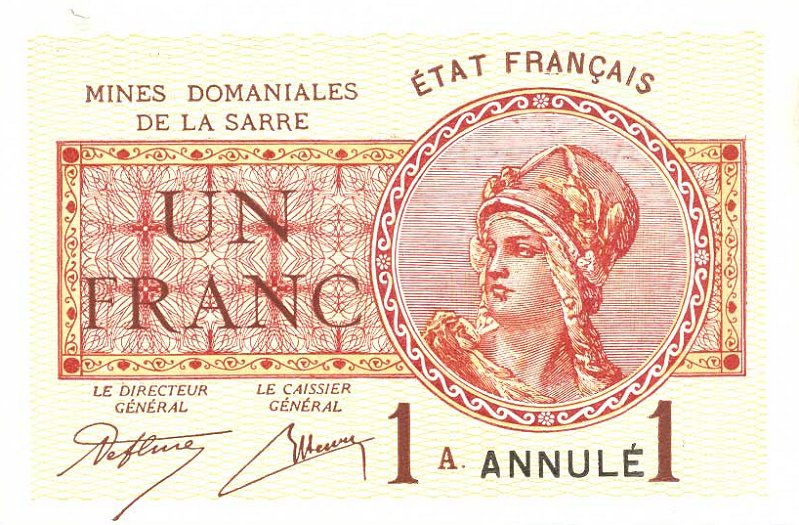
Billet de 1 franc « Mines domaniales de la Sarre » 1920 (recto)
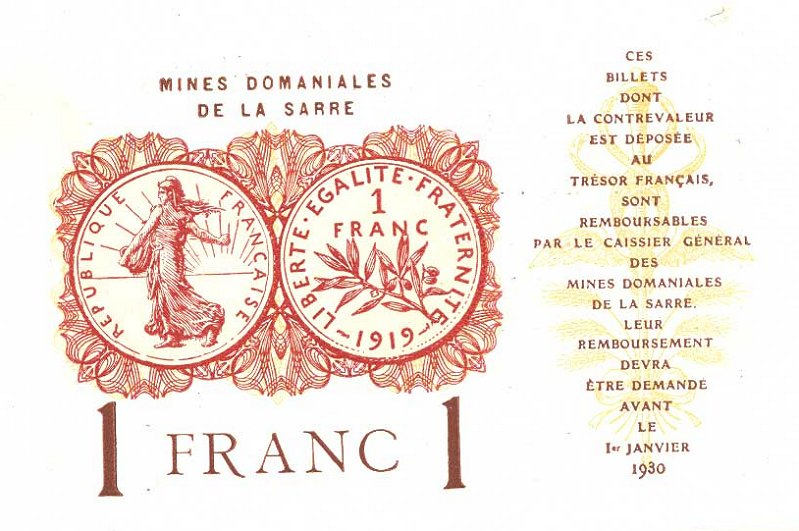
Billet de 1 franc « Mines domaniales de la Sarre » 1920 (verso)
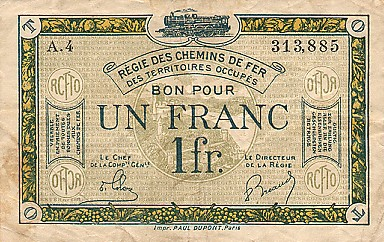
Billet de 1 franc « Régie des Chemins de fer » 1923 (recto)
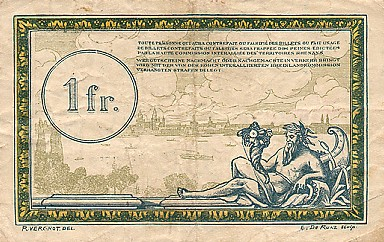
Billet de 1 franc « Régie des Chemins de fer » 1923 (verso)

- Billets émis par le Trésor français avec mention « Territoires occupés » (1947) valable aussi à Berlin-Ouest :

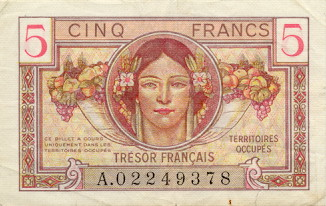
Billet de 5 francs français type 1947 (recto)
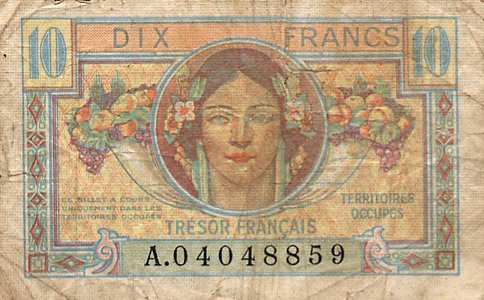
Billet de 10 francs français type 1947 (recto)
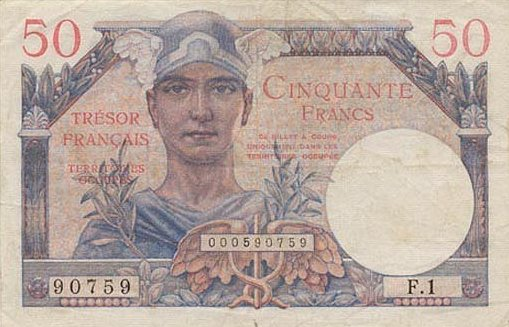
Billet de 50 francs français type 1947 (recto)
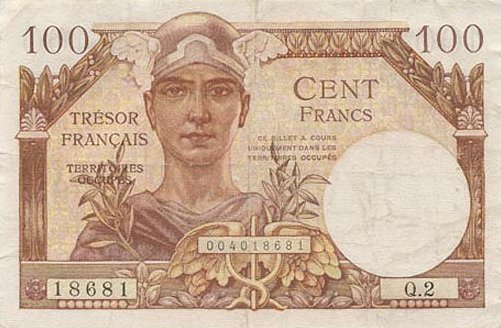
Billet de 100 francs français type 1947 (recto)

Il existe aussi une coupure de 1 000 et 5000 francs et des émissions avec la contre-marque « NF - Nouveaux Francs » (1960).